# Глибина (фільм)
«Глибина» (англ. Below) — фільм — трилер режисера Девіда Туї 2002 року. Країна — США.

## Зміст
Розпал Другої Світової війни. Екіпаж американського підводного човна «Тигрова акула» зауважує в перископ потерпілих лихо кілька днів тому пасажирів британського плавучого шпиталю. Серед них виявилася жінка (медсестра Клер Пейдж) і цей факт був негативно сприйнятий командою- погана прикмета. Врятовані розповіли, що були торпедовані німецьким підводним човном. Лейтенант Брайс, виконувач обов'язків капітана, загиблого два дні тому за нез'ясованих обставин, віддав наказ йти на базу, але по дорозі вони були атаковані німецьким есмінцем. Після цього на човні стали відбуватися дивні речі. Медсестра стала ставити одне цікаве запитання за іншим, і в цьому їй допомагає лейтенант О'Делл. З'ясовується, що два дні тому підводним човном був торпедований німецький військовий корабель. Оглянути його уламки піднялися лейтенанти Лумис, Брайс і Корзо на чолі з капітаном Вінтерс. Капітан загинув, а команді сказали, що він впав за борт і вдарився головою. Втім, це була не єдина версія. Стає ясно, що підбитий ними корабель був не таким вже й німецьким, як і торпедувати британців підводний човен. А капітан вирішив відновити справедливість і забрати судно з собою, а заодно покарати своїх убивць…

## Ролі
| Актор            | Роль                        |
| ---------------- | --------------------------- |
| Брюс Грінвуд     | лейтенант Брайс             |
| Меттью Девіс     | Енсін Дуглас O'Делл         |
| Олівія Вільямс   | Клер Пейдж                  |
| Голт Маккеллені  | лейтенант Пол Люміс         |
| Скотт Фолі       | лейтенант Стівен Корзо      |
| Джейсон Флемінг  | Стамбо                      |
| Зак Галіфіанакіс | Воллі                       |
| Ендрю Говард     | Хог                         |
| Декстер Флетчер  | Кінгслі                     |
| Девід Туї        | британський капітан (камео) |

## Нагороди
Номінувався на «Найкращий зарубіжний фантастичний фільм» фестивалю «Fantasporto» в 2003.

## Знімальна група
- Режисер — Девід Туї
- Сценарист — Лукас Сассмен, Даррен Аронофські, Девід Туї
- Продюсер — Даррен Аронофськи, Сью Баден-Поуелл, Ерік Уотсон
- Композитор — Тім Саймонек